# 多米尼克·塔维拉
多米尼克·塔维拉（英語：Dominick Tavella），美国音频工程师。他因电影芝加哥赢得了奥斯卡最佳音响效果奖。自1981年起，塔维拉参与制作了180多部电影。

## 部分影视作品
- 芝加哥 (2002)